# Pseudococcus simplex
Pseudococcus simplex är en insektsart som först beskrevs av Cockerell 1893.  Pseudococcus simplex ingår i släktet Pseudococcus och familjen ullsköldlöss.
Artens utbredningsområde är Jamaica. Inga underarter finns listade i Catalogue of Life.